# Fundació Suñol
A Fundació Suñol é uma entidade privada sem fins lucrativos que mostra ao público a colecção de arte contemporânea propriedade de Josep Suñol, composta de mais de 1200 obras de arte. Impulsiona também um projecto em Barcelona para promover a divulgação e a produção artística de vanguarda.

## A Colecção
A Colecção Josep Suñol é composta de obras de Warhol, Picasso, Miró, Dalí, Tàpies, Man Ray, Gargallo, Giacometti, Gordillo, Zush, Boetti, Solano, Lootz, Navarro, Plensa, García-Alix, Colomer, Abad, Manils... que serão expostas em diferentes formatos, desde sequências cronológicas até aos diálogos e interacções entre as obras que compõem o fundo desta colecção.

## Nivell Zero
A Fundació Suñol possui também um espaço multidisciplinar chamado Nivell Zero, em anexo às salas da exposição e situado dentro mesmo do bloco habitacional da Pedrera, que actua como um contentor para as actividades culturais com propostas transversais e temporárias de pequenas exposições, debates, ciclos de poesia, concertos, seminários, de conferências e atelier.